# Ассоциация тенниса Соединённых Штатов
Ассоциация тенниса Соединённых Штатов (англ. United States Tennis Association, сокр. USTA) — некоммерческая организация, занимающаяся развитием тенниса в США, осуществляющая общее руководство этим видом спорта, включая утверждение и стандартизацию правил игры. Ассоциация представляет Соединённые Штаты в Международной федерации тенниса, под её эгидой выступают сборные команды США по теннису в Кубке Дэвиса и в Кубке Федерации.
Ассоциация насчитывает около 700 тысяч индивидуальных членов, 7 тысяч организаций членов, включает в себя 17 региональных организаций, организует и проводит соревнования всех уровней — от любительских до турниров «Большого шлема». Ей принадлежит Национальный центр тенниса имени Билли Джин Кинг, на кортах которого проводится Открытый чемпионат США по теннису. Ассоциация также является организатором Чемпионата США по теннису среди мужчин на грунтовых кортах — турнир категории ATP 250 и New Haven Open at Yale — объединённые женский турнир премьер-категории и мужской турнир категории ATP 250.
Ассоциация была основана в 1881 году на собрании в нью-йоркском теннисном клубе под названием Ассоциация лаун-тенниса Соединённых Штатов (англ. United States Lawn Tennis Association), название было изменено на современное в 1975 году.
Штаб-квартира организации находится в Нью-Йорке. Высшим органом ассоциации является совет директоров, во главе которого стоит президент. С 2011 года этот пост занимает Джон Вегосен (англ. Jon Vegosen).